# Elinor Remick Warren
Elinor Remick Warren, née le 23 février 1900 à Los Angeles et morte le 27 avril 1991 dans la même ville, est une pianiste et compositrice américaine.

## Principales œuvres
- The Harp Weaver (Texte: Edna St. Vincent Millay) pour baryton, chœur de femmes et orchestre (1932)
- The Fountain, esquisse symphonique (orig. pour piano, 1933 ; orch. 1938). 4 min 30 s
- The Legend of King Arthur, symphonie chorale pour baryton, ténor, chœur et orchestre (dont Intermezzo) (1939–40 ; rev. 1974). 69 min
- The Sleeping Beauty (Texte: Lord Tennyson) pour soprano, baryton, basse, chœur et orchestre (1941)
- The Crystal Lake, poème symphonique (1946). 9 min 30 s[2]
- Scherzo pour orchestre (orig. pour piano, 1924 ; orch. 1938). 3 min
- Along the Western Shore, Suite symphonique en trois mouvements (orig. pour piano, 1946–47 ; orch. 1954). 12 min[3]
- Singing Earth (Texte: Carl Sandburg) - Cycle de mélodies pour baryton et orchestre (1950, rev. 1978)
- Suite for Orchestra en quatre mouvements (1954 ; rev. 1960). 21 min[4]
- Abram in Egypt, pour baryton, chœur et orchestre (d'après les manuscrits de la mer Morte) (1959)
- Symphony in One Movement (1970). 18 min[5]
- Good Morning, America ! (Texte: Carl Sandburg) pour récitant, chœur et orchestre (1976)